# Ангелина Михайлова
Ангелина Михайлова (9 червня 1960) — болгарська баскетболістка.
Срібна призерка Олімпійських ігор 1980 року.